# Michael Degiorgio
Michael Degiorgio (15 de novembre de 1962) és un exfutbolista maltès de la dècada de 1980.
Fou 78 cops internacional amb la selecció maltesa.
Pel que fa a clubs, defensà els colors de Hamrun Spartans, Naxxar Lions, Lija Athletic i Marsaxlokk.
Formà part de l'equip de Malta en el 12 a 1 davant Espanya l'any 1983.